# Tren de Aragua
Tren de Aragua (en français, « Train d'Aragua ») est un gang criminel composé d'au moins 5 000 membres qui sévit dans plusieurs pays d'Amérique du Sud en 2023. L'extrême violence dont fait preuve le groupe suscite la crainte parmi les populations où il agit, ce qui lui permet d'extorquer de l'argent aux populations qu'il domine. Il ne s'établit que dans les régions où n'existe pratiquement aucun groupe violent qui pourrait lui opposer une résistance importante, ni de forces policières suffisamment aguerries pour lutter efficacement contre les gangs.

## Histoire
À sa fondation, Tren de Aragua est composé d'anciens travailleurs du chemin de fer qui appartenaient à un même syndicat. À la suite de délits, dont l'extorsion de sous-traitants, ils ont été emprisonnés à la prison de Tocorón dans l'État d'Aragua au Venezuela. Après avoir pris le contrôle de la prison, le groupe a élargi son territoire géographique au point d'être actif en 2023 dans ces pays : la Bolivie, le Brésil, le Chili, la Colombie, le Costa Rica, l'Équateur, le Pérou et le Venezuela.

### Venezuela
À la suite de l'effondrement économique du Venezuela au début des années 2020, plus de 6 millions de Vénézuéliens ont quitté leur pays natal pour tenter d'améliorer leur sort. La Colombie et le Pérou ont accueilli à eux seuls plus de la moitié de ces migrants. Des membres du gang ont suivi les courants migratoires vénézuéliens.
« [Aux Vénézuéliens] qui n’ont pas les moyens de les payer, ils proposent des prêts à des taux usuraires ou alors de servir de mules pour transporter des drogues d’un point à un autre. Pour les jeunes femmes et les adolescentes, c’est la prostitution. Le réseau [...] pousse les migrantes démunies dans un cercle vicieux de dettes et d’exploitation sexuelle. » « En plus de la traite de personnes, [le groupe fait de] l'exploitation minière illégale, la contrebande, le trafic de drogues, le vol, l’extorsion, les prêts usuraires, les enlèvements et les services de tueurs à gages. »
Son utilisation de la violence extrême, par exemple tuer une personne puis déposer son corps démembré en pleine rue, incite les gens à accepter de l'extorsion et à payer des rançons.

### Chili
Profitant de la crise migratoire du Tarapacá au Nord du Chili, qui commence en 2021, Tren de Aragua effectue de la traite de femmes à la frontière de la Bolivie et du Chili en direction de Santiago,.
En octobre 2021, les forces policières du Chili menaient quatre enquêtes distinctes en lien avec les activités du gang.
Le 24 mars 2022, le Service d'enquêtes de la police chilienne a déclaré avoir démantelé la branche chilienne du gang.
Un tueur de Tren de Aragua et six trafiquants d'humains ont été capturés par la police chilienne.
Son chef serait Héctor Rusthenford Guerrero Flores, aussi appelé « el Niño Guerrero ». Il a pris la fuite avant que l'armée vénézuélienne ne prenne le contrôle de plusieurs prisons au Venezuela, dont la prison de Tocorón, en septembre 2022. Des observateurs avancent que si le gang a pu agir pendant aussi longtemps sans être inquiété, des membres du gouvernement du Venezuela devaient collaborer.

### États-Unis
Le 11 juillet 2024, Le département du Trésor des États-Unis et la Maison-Blanche annoncent des sanctions contre Tren de Aragua, la désignant « organisation criminelle transnationale ». Le département d'État des États-Unis offre également une récompense de 12 millions USD pour toute information permettant l'arrestation des dirigeants de l'organisation.
Le Tren de Aragua a commencé à se faire remarquer aux États-Unis au début des années 2020, période marquée par un afflux de migrants traversant la Frontière entre le Mexique et les États-Unis, en particulier en provenance du Venezuela. Telemundo, citant plusieurs affaires criminelles impliquant des membres présumés du gang, a écrit en mars 2024 que le groupe « dispose également d'une présence de plus en plus répandue aux États-Unis. » En janvier 2024, le Federal Bureau of Investigation a confirmé des rapports indiquant que le gang opérait aux États-Unis. Le 11 juillet 2024, le Département du Trésor américain et la Maison-Blanche ont annoncé des sanctions contre le gang et l'ont désigné comme une « organisation criminelle transnationale ». Le Département d'État offre également une récompense de 12 millions de dollars pour toute information conduisant à l'arrestation des dirigeants de l'organisation. En 2024, des responsables américains à la Frontière entre le Mexique et les États-Unis ont renforcé les entretiens avec les migrants vénézuéliens célibataires afin de dépister d'éventuels membres du Tren de Aragua. Des membres du Tren de Aragua ont été liés à divers crimes à travers les États-Unis, y compris des homicides.
Le Tren de Aragua est apparu pour la première fois à Chicago et dans ses banlieues en octobre 2023,. Le chef Garry McCarthy de Willow Springs a estimé que des centaines de membres du gang étaient présents dans la ville. Le Chicago Sun-Times a rapporté en novembre 2023 qu'« une analyse du Sun-Times avait mis en évidence des arrestations pour vol à l'étalage et violences domestiques, mais peu de preuves de la présence du gang parmi les migrants. »
À New York, le gang est lié depuis 2022 à des fusillades, des vols dans des commerces, des agressions dans la rue, de la prostitution forcée, de l'extorsion et du trafic de drogue,,. La police indique que les membres vivent ou ont vécu dans les centres d'accueil pour migrants de la ville et qu'ils y seraient recrutés.
À Aurora, Colorado, des images de vidéosurveillance montrant des hommes armés pénétrant dans des appartements sont devenues virales en 2024,, Ce phénomène a conduit le maire de la ville, Mike Coffman, à déclarer que le gang avait « infiltré » divers immeubles résidentiels de la région. Ces affirmations ont été contestées par le Département de police d'Aurora, qui a déclaré : « [b]ased on [our] initial investigative work, we believe reports of [Tren de Aragua] influence in Aurora are isolated. » Des affirmations selon lesquelles Aurora serait submergée par le gang ont été relayées par plusieurs médias. Le président Donald Trump, dans le cadre de sa campagne présidentielle axée sur l'Immigration illégale aux États-Unis, a soutenu que certaines parties de la ville étaient contrôlées par le gang, Pour lutter contre l'activité présumée du gang, des centaines d'agents de l'U.S. Immigration and Customs Enforcement ont participé à des descentes au cours des mois de janvier et février 2025. Un membre présumé du gang a été arrêté.
Des agents du FBI à El Paso, Texas ont rapporté que 41 membres présumés du Tren de Aragua avaient été arrêtés en 2023.
En 2024, un enquêteur d'État a déclaré à KUTV qu'un certain nombre de crimes dans l'Aire métropolitaine de Salt Lake City étaient liés au Tren de Aragua, y compris une fusillade survenue en septembre 2024 à Herriman. La plupart des crimes signalés concernaient des vols, la distribution illégale de stupéfiants et de la Sextorsion.
Le gang a été largement mis en avant lors de la campagne présidentielle 2024 de Donald Trump. Un éditorial paru dans Americas Quarterly a estimé que l'influence du Tren de Aragua aux États-Unis était en réalité exagérée, le gang ne disposant de cellules permanentes en dehors du Venezuela qu'au Pérou et au Chili, et n'ayant même qu'un succès limité dans l'implantation d'opérations dans le pays voisin du Venezuela, la Colombie.
Le 20 janvier 2025, le président américain Donald Trump a signé un Décret présidentiel initiant le processus de désignation de divers cartels de la drogue et de Gangs transnationaux, dont le Tren de Aragua, en tant qu'Organisation terroriste étrangère,. Le 28 janvier, l'U.S. Immigration and Customs Enforcement a arrêté 25 membres. Le 29 janvier 2025, huit membres présumés du gang Tren de Aragua ont été arrêtés dans un complexe d'appartements dans le quartier de Queens, à New York, car ils avaient été mis en accusation pour trafic d'armes, lors d'une opération au cours de laquelle la police a saisi 34 armes à feu, et deux autres faisaient l'objet d'un mandat d'arrêt.
En mars 2025, 200 personnes détenues, accusées par l'administration Trump d'appartenir au gang Tren de Aragua, ont été déportées des États-Unis vers El Salvador malgré une injonction judiciaire bloquant ces expulsions,.

#### Lois sur les étrangers et la sédition de 1798
En mars 2025, le gouvernement du président américain Donald Trump a ordonné la détention et l'expulsion de plus de 200 citoyens vénézuéliens, les accusant d'appartenir au groupe criminel vénézuélien Tren de Aragua, sans fournir de preuve de cette affiliation. Pour procéder à ces expulsions, l'administration américaine, via la Liste des présidents des États-Unis, a invoqué la loi sur les étrangers et la sédition de 1798, un texte qui confère au président le pouvoir de détenir et d'expulser des citoyens provenant de pays avec lesquels les États-Unis sont en guerre. La législation, promulguée sous la présidence de John Adams dans le contexte de tensions avec France, avait été appliquée à trois reprises précédentes, lors de la Guerre de 1812 contre le Royaume-Uni ; pendant la Première Guerre mondiale, lorsque plus de 6 000 citoyens allemands furent internés dans des camps de concentration ; et pendant la Seconde Guerre mondiale, quand plus de 30 000 personnes d'origine japonaise, allemande et italienne furent détenues sur le sol américain,.
Trump a justifié l'application de cette loi en alléguant que le Tren de Aragua préparait une « invasion ou un raid prédateur » aux États-Unis, bien qu'un juge fédéral, James Boasberg, ait statué que le texte ne pouvait pas être utilisé dans ce contexte, car il exige que la menace émane d'un gouvernement ou d'une nation étrangère. Malgré cette décision judiciaire, la Maison-Blanche a poursuivi les expulsions.

#### Criminalisation de l'asile
Des organisations de défense des droits de l'homme ont exprimé leur inquiétude quant à l'utilisation abusive de stéréotypes visuels ou culturels pour justifier des expulsions, souvent effectuées avant les audiences prévues ou en attendant des décisions judiciaires. Cette pratique a été critiquée pour porter atteinte aux principes du droit international et aux droits fondamentaux à la défense juridique et à l'asile. L'un des cas présumés les plus notables est celui de Jerce Reyes Barrios, un footballeur vénézuélien de 36 ans qui a été déporté vers El Salvador par l'administration Trump en raison de son association présumée avec le groupe Tren de Aragua. Reyes Barrios était entré légalement aux États-Unis en 2024 et avait demandé l'asile après avoir prétendument fui la torture au Venezuela,. Il devait comparaître devant le tribunal en avril, mais il a été expulsé du pays sans préavis. Bien qu'un juge fédéral ait ordonné la suspension des vols d'expulsion, le gouvernement a affirmé que ces vols étaient déjà hors de sa compétence à ce moment-là.

#### Utilisation des tatouages comme preuves
Le gouvernement des États-Unis a qualifié les migrants envoyés à Guantánamo de membres du Tren de Aragua, principalement en se fondant sur des tatouages censés être associés au gang, tels que des couronnes, des fleurs, des expressions comme « real hasta la muerte », une couronne sur un ballon de football, un globe oculaire qui « avait l'air cool » et la silhouette de Michael Jordan. Cependant, des avocats de la défense soutiennent que les arrestations ont été effectuées sans preuve concrète, et d'anciens responsables vénézuéliens nient que le gang ait utilisé un quelconque symbolisme spécifique lié aux tatouages,. Malgré l'absence de preuve d'une opération structurée du gang aux États-Unis, plus de 200 Vénézuéliens ont été transférés au Centre de détention pour le terrorisme (CECOT) au El Salvador sous l'égide de la Loi sur les ennemis étrangers de 1798. Cette action, décrite par des experts comme inconstitutionnelle, a été dénoncée par le régime de Nicolás Maduro, qui a qualifié ces transferts d'« enlèvements » et a nié tout lien entre les expulsés et le gang,. Linette Tobin, avocate du détenu Jerce Reyes Barrios, a déclaré qu'il n'existait aucune preuve le liant à l'organisation criminelle, que la seule justification avancée par le DHS reposait sur un tatouage ressemblant aux symboles du Real Madrid et sur une photographie dans laquelle il effectuait un geste en langue des signes, et que sa localisation était inconnue depuis sa déportation le 15 mars,.

#### Illinois
Le Tren de Aragua est apparu pour la première fois à Chicago et dans sa banlieue en octobre 2023. Le chef Garry McCarthy de Willow Springs a estimé que des centaines de membres de gangs étaient présents dans la ville.

#### New York
En septembre 2024, à New York, le gang a été associé à des fusillades, des vols dans des magasins de détail, des vols de rue, de la prostitution forcée, de l'extorsion et du trafic de drogue. Les membres du gang vivent ou ont vécu fréquemment dans les refuges pour migrants de la ville. Le New York Times a rapporté que Tren de Aragua recruterait de nouveaux membres de gangs au sein des refuges pour migrants.

#### Colorado
En aout 2024 à Aurora dans le Colorado, des images de surveillance d'hommes armés tentant de pénétrer dans des appartements sont devenues virales. Ce qui a amené le maire de la ville, Mike Coffman, à déclarer que le gang avait « infiltré » divers immeubles d'habitation du quartier. Les affirmations selon lesquelles Aurora aurait été envahie par le gang ont été relayées dans les médias de droite, et finalement par l'ancien président Trump, dans le cadre de sa politique de campagne en matière d'immigration clandestine.

#### Texas
Des agents du FBI à El Paso, au Texas, ont rapporté que 41 membres présumés du Tren de Aragua avaient été arrêtés en novembre 2023.